# Liberty Global Europe
Liberty Global Europe (früher UnitedGlobalCom Europe oder UGC Europe) mit Sitz in Amsterdam ist einer der führenden Kabelfernsehanbieter in Europa. Die von Michael T. Fries geführte Gesellschaft ist eine 100-prozentige Tochter von Liberty Global.
In Österreich betrieb Liberty Global Europe die Tochtergesellschaft UPC Telekabel, welche vor allem in der Gegend von Graz, Klagenfurt und im Großraum Wien Breitband-, Internet- und Telefondienstleistungen anbietet. Auch der Anbieter gleicher Dienste chello ist eine Tochter von UPC Telekabel und somit bisher von Liberty Global. Am 31. Juli 2018 wurde UPC Austria an die Magenta Telekom verkauft.
Am 30. September 2005 übernahm Liberty Global Europe den Schweizer Kabelanbieter „Cablecom“, für 2,825 Milliarden Dollar. Ein Verkauf von UPC Schweiz an die Sunrise Communications scheiterte an der größten Sunrise-Aktionärin Freenet.
2009 gab Liberty Global bekannt, Unitymedia für 3,65 Milliarden Euro zu übernehmen. Unitymedia war in den Bundesländern Hessen und Nordrhein-Westfalen aktiv und nach Kabel Deutschland der zweitgrößte Kabelnetzbetreiber in Deutschland. Im März 2011 kündigte Liberty Global an, nach Unitymedia auch Kabel BW zu übernehmen. Beide Kabelnetzbetreiber wurden Mitte 2012 unter dem Namen Unitymedia KabelBW zusammengeführt. Später verschwand die Zusatzbezeichnung Kabel BW. Am 18. Juli 2019 wurden Unitymedia, UPC Rumänien, UPC Tschechien und UPC Ungarn von der Vodafone Group übernommen.
Im Januar 2014 kündigte Liberty Global die Übernahme der niederländischen Ziggo an. Im Mai 2014 wurde Baptiest Coopmans, der bisherige Geschäftsführer von UPC Nederland, neuer CEO von Ziggo. René Obermann verließ das Unternehmen. Coopmans kündigte bei seinem Amtsantritt an, UPC Nederland mit Ziggo zu fusionieren. Das neue Unternehmen werde nach Abschluss der Integration den Namen „Ziggo“ tragen. Im November 2014 wurde die Integration von Ziggo in die Unternehmensstruktur von Liberty Global Europe abgeschlossen.

## Unternehmen
- UPC Schweiz (Schweiz)
- Ziggo (Niederlande)
- UPC Polska (Polen)
- UPC Slowakei (Slowakei)